# Логан, М.
М. Л. Логан (англ. M. L. Logan, полное имя неизвестно; род. XIX век) — британский регбист, серебряный призёр летних Олимпийских игр 1900.
На Играх Логан входил в сборную Великобритании, которая в единственном матче проиграла Франции со счётом 21:8, получив серебряные медали.